# Ortsfeuerwehr
Als Ortsfeuerwehr (OrtsFw) wird die Freiwillige Feuerwehr eines Stadt- oder Ortsteiles bezeichnet, die in die Struktur einer Gemeinde-, Samtgemeinde-, Einheitsgemeinde- oder Stadtfeuerwehr eingebunden ist.

## Deutschland

### Bayern
In Bayern taucht der Begriff der Ortsfeuerwehr beispielsweise in Artikel 5 Absatz 2 des Bayerischen Feuerwehrgesetzes als Freiwillige Feuerwehr eines Gemeindeteils auf.

### Niedersachsen
Die einzelnen Standorte einer kommunalen Feuerwehr (Stadt bzw. Gemeinde) werden als Ortsfeuerwehr bezeichnet. Geleitet wird die Ortsfeuerwehr vom Ortsbrandmeister. Alle Ortsfeuerwehren bilden zusammen die Freiwillige Feuerwehr der Kommune. Nach der niedersächsischen „Verordnung über die kommunalen Feuerwehren“ werden Ortsfeuerwehren in Grundausstattungsfeuerwehren, Stützpunktfeuerwehren und Schwerpunktfeuerwehren gegliedert. Nach der Gliederung richtet sich auch die Mindestausstattung (Fahrzeuge) und die Mindestpersonalstärke.

### Sachsen-Anhalt
Geleitet wird die Ortsfeuerwehr vom Ortswehrleiter und die Stadtteilfeuerwehr vom Stadtteilwehrleiter. Einen gesonderten Dienstgrad wie in manch anderen Bundesländern gibt es für diese Funktionen nicht.
Im Jahr 2009 wurde die Mindestausrüstungsverordnung der Feuerwehren geändert. Die alte Einteilung der Ortsfeuerwehren und Stadtteilfeuerwehren in Feuerwehren mit Grundausstattungsfeuerwehren, Stützpunktfeuerwehren und Schwerpunktfeuerwehren wurde außer Kraft gesetzt und ein flexibleres System eingeführt wurden. Danach ist die notwendige Ausrüstung (Fahrzeuge und Geräte) sowie die Anzahl der zu besetzenden Funktionen durch eine Risikoanalyse zu ermitteln. Die Risikoanalyse ist regelmäßig zu überprüfen und anlassbezogen fortzuschreiben. Anhand des Ergebnisses der Risikoanalyse stellt die Gemeinde den Bedarf für den abwehrenden Brandschutz und die Hilfeleistung (Brandschutzbedarf) fest.
Durch dieses System werden die Ortsfeuerwehren und Stadtteilfeuerwehren mit ihrer Ausrüstung an die örtlichen Gegebenheiten angepasst.

## Österreich
In Vorarlberg wird eine Freiwilligen Feuerwehr, welche ihre Aufgaben im Dienste der jeweiligen Gemeinde verrichtet, laut Feuerpolizeiordnung als Ortsfeuerwehr bezeichnet.